# Лебединская, Валентина Александровна
Валенти́на Алекса́ндровна Лебеди́нская (урожд. Баллод) (1 июня 1937, Самарканд — 23 марта 2014, Ташкент) — советская и узбекская легкоатлетка, специализировавшаяся по прыжкам в высоту. С 1971 года работала тренером по лёгкой атлетике в РЮШВСМ. Мастер спорта СССР.

## Карьера
Валентина стала первым мастером спорта из Узбекистана по легкой атлетике по прыжкам в высоту. В 1956 году на I Спартакиаде народов СССР Валентина Баллод становится чемпионкой с результатом 168 см. Прыгает в своей индивидуальной манере «боковой волной» и входит в сборную на Олимпиаду в Мельбурне. С результатом 1,60 м Валентина была одиннадцатой.
На Спартакиаде народов СССР (1959) взяла высоту 171 см, завоевала «серебро», получила путевку на Олимпиаду — 1960 в Риме. С результатом 1,58 м была пятнадцатой.

## Результаты

### Соревнования
квалификация
| Год             | Соревнования            | Город           | Дата            | Результат       | Место           | Видео           |
| Прыжки в высоту | Прыжки в высоту         | Прыжки в высоту | Прыжки в высоту | Прыжки в высоту | Прыжки в высоту | Прыжки в высоту |
| --------------- | ----------------------- | --------------- | --------------- | --------------- | --------------- | --------------- |
| 1956            | Летние Олимпийские игры | Мельбурн        | 1 декабря       | 1,58 Q          | 14—15           |                 |
| 1956            | Летние Олимпийские игры | Мельбурн        | 1 декабря       | 1,60            | 11              |                 |
| 1957            | Универсиада             | Париж           | 6 сентября      | 1,60            | II              |                 |
| 1959            | Универсиада             | Турин           | 6 сентября      | 1,73            | II              |                 |
| 1960            | Летние Олимпийские игры | Рим             | 8 сентября      | 1,65 Q          | 2—3             |                 |
| 1960            | Летние Олимпийские игры | Рим             | 8 сентября      | 1,65            | 15              |                 |

1. ↑  вместе с Кэрол Бернот[англ.] (Австралия)
2. ↑  вместе с Марлен Шмитц-Портц[англ.] (ОГК)

| Год  | Город   | Дата                    | Результат | Место |
| ---- | ------- | ----------------------- | --------- | ----- |
| 1955 | Тбилиси | 13—17 ноября            | 1,63      | II    |
| 1956 | Москва  | 5—16 августа            | 1,68 NR*  | I     |
| 1957 | Москва  | 28 августа — 2 сентября | 1,68      | II    |
| 1959 | Москва  | 9—14 августа            | 1,68      | III   |
| 1960 | Москва  | 15—18 июля              | 1,73      | II    |
| 1961 | Тбилиси | 3—9 октября             | 1,74      | I     |
| 1963 | Москва  | 11 августа              | 1,65      | III   |

1. ↑  Рекорд Узбекской ССР
2. ↑  вместе с Антониной Окороковой